# Saison 2 de The Listener
Chronologie
Saison 1 Saison 3
Cet article présente les treize épisodes de la deuxième saison de la série télévisée canadienne The Listener.

## Synopsis
Toby Logan, jeune ambulancier de 25 ans, est un télépathe. Il a cette faculté de lire dans les pensées les plus intimes des gens depuis son enfance. Toby voit cette capacité comme une malédiction. Cependant, il partage ce secret avec son mentor et confident, le Dr Ray Mercer. Un jour, alors qu'il traverse la ville de Toronto dans son ambulance avec son partenaire Osman « Oz » Bey, il entend une femme appeler au secours. Ils se rendent sur place et sauvent la jeune femme. C'est ainsi, avec l’aide du lieutenant Charlie Marks et de sa copine le Dr Olivia Fawcett, que Toby va rapidement se rendre compte qu’il peut utiliser son don pour aider et sauver des personnes.

## Distribution de la saison

### Acteurs principaux
- Craig Olejnik (VF : Yann Peira) : Toby Logan
- Ennis Esmer (VF : Julien Sibre) : Osman « Oz » Bey
- Mylène Dinh-Robic (VF : Fily Keita) : Dr Olivia Fawcett
- Arnold Pinnock (en) (VF : Bruno Henry) : George Ryder
- Lauren Lee Smith (VF : Laura Préjean) : sergent Michelle McCluskey
- Rainbow Sun Francks (VF : François Delaive) : Dev Clark

### Acteurs récurrents
- Peter Stebbings (VF : Vincent Ropion) : Alvin Klein, chef de McCluskey
- Sebastien Roberts (VF : Pierre Tessier) : Dr Shane Lawson
- Tara Spencer-Nairn (en) : l'infirmière Sandy
- Kristen Holden-Ried (VF : Éric Aubrahn) : Adam, le mari de Michelle

### Invités
- Rachel Skarsten (V. F. : Caroline Lallau) : Elyze (épisode 9)
- Devon Bostick : Bennie (épisode 9)
- Alexz Johnson : Marissa Patterson dit « Hack Girl » (épisode 9)
- Aaron Ashmore : Peter Duquette (épisode 9)
- Ryan Robbins : James Madison (épisode 10)
- Al Sapienza : Nick Zappata (épisode 11)

## Épisodes

### Épisode 1:Mémoire en fuite
- Canada : 8 février 2011 sur CTV
- France : 27 juin 2011 sur 13ème rue[2]
- Québec : 12 septembre 2011 sur AddikTV[3]

- Canada : 812 000 téléspectateurs[4] (première diffusion)

### Épisode 2:L’Infiltré
- Canada : 15 février 2011 sur CTV
- France : 27 juin 2011 sur 13ème rue[2]
- Québec : 19 septembre 2011 sur AddikTV

- Canada : 884 000 téléspectateurs[5] (première diffusion)

### Épisode 3:Dans la ligne de mire
- Canada : 22 février 2011 sur CTV
- France : 27 juin 2011 sur 13ème rue[2]
- Québec : 26 septembre 2011 sur AddikTV

- Canada : 861 000 téléspectateurs[6] (première diffusion)

### Épisode 4:Le Coupable idéal
- Canada : 8 mars 2011 sur CTV
- France : 4 juillet 2011 sur 13ème rue[2]
- Québec : 3 octobre 2011 sur AddikTV

- Canada : 1,1 million de téléspectateurs[7] (première diffusion)

### Épisode 5:Les Ripoux
- Canada : 15 mars 2011 sur CTV
- France : 4 juillet 2011 sur 13ème rue[2]
- Québec : 10 octobre 2011 sur AddikTV

- Canada : 1 million de téléspectateurs[8] (première diffusion)

### Épisode 6:Le Magicien
- Canada : 22 mars 2011 sur CTV
- France : 4 juillet 2011 sur 13ème rue[2]
- Québec : 17 octobre 2011 sur AddikTV

- Canada : 996 000 téléspectateurs[9] (première diffusion)

### Épisode 7:Dernière Partie
- Canada : 1er avril 2011 sur CTV
- France : 11 juillet 2011 sur 13ème rue[2]
- Québec : 24 octobre 2011 sur AddikTV

- Canada : 851 000 téléspectateurs[10] (première diffusion)

### Épisode 8:Le Prix de l’enfance
- Canada : 8 avril 2011 sur CTV
- France : 11 juillet 2011 sur 13ème rue[2]
- Québec : 31 octobre 2011 sur AddikTV

- Canada : 996 000 téléspectateurs[11] (première diffusion)

### Épisode 9:La Guerre des hackers
- Canada : 15 avril 2011 sur CTV
- France : 18 juillet 2011 sur 13ème rue[2]
- Québec : 7 novembre 2011 sur AddikTV

- Canada : 940 000 téléspectateurs[12] (première diffusion)

- Devon Bostick (Bennie)
- Aaron Ashmore (Peter Duquette)
- Alexz Johnson (Marissa Patterson dit « Hack Girl »)

### Épisode 10:Escroquerie
- Canada : 22 avril 2011 sur CTV
- France : 18 juillet 2011 sur 13ème rue[2]
- Québec : 14 novembre 2011 sur AddikTV

- Canada : 873 000 téléspectateurs[13] (première diffusion)

- Ryan Robbins (James Madison)

### Épisode 11:Recette pour un meurtre
- Canada : 17 août 2011 sur CTV[14]
- France : 25 juillet 2011 sur 13ème rue[2]
- Québec : 21 novembre 2011 sur AddikTV

- Canada : 595 000 téléspectateurs[15] (première diffusion)

### Épisode 12:Secret d’État
- Canada : 24 août 2011 sur CTV
- France : 25 juillet 2011 sur 13ème rue[2]
- Québec : 28 novembre 2011 sur AddikTV

- Canada : 876 000 téléspectateurs[16] (première diffusion)

### Épisode 13:La Voie à suivre
- Canada : 31 août 2011 sur CTV
- France : 25 juillet 2011 sur 13ème rue[2]
- Québec : 5 décembre 2011 sur AddikTV

- Canada : 940 000 téléspectateurs[17] (première diffusion)